# Libor Pivko
Libor Pivko (* 29. März 1980 in Nový Jičín, Tschechoslowakei) ist ein tschechischer Eishockeyspieler, der seit Mai 2013 beim HC Kometa Brno in der tschechischen Extraliga unter Vertrag steht.

## Karriere
Libor Pivko begann seine Karriere als Eishockeyspieler in der Nachwuchsabteilung des HC Slezan Opava, für dessen Profimannschaft er in der Saison 1998/99 sein Debüt in der Extraliga gab. Dabei gab er in fünf Spielen eine Torvorlage. Die folgenden beiden Spielzeiten verbrachte der Flügelspieler bei dessen Ligarivalen HC Havířov, bei dem er sich einen Stammplatz erkämpfen konnte. Aufgrund seiner konstanten Leistungen wurde er im NHL Entry Draft 2000 in der dritten Runde als insgesamt 89. Spieler von den Nashville Predators ausgewählt. Zunächst blieb er jedoch weiter in der Extraliga, in der er von 2001 bis 2003 für den HC Zlín antrat. 
Von 2003 bis 2006 stand Pivko in der American Hockey League für die Milwaukee Admirals, das Farmteam der Nashville Predators, auf dem Eis und gewann mit seiner Mannschaft in der Saison 2003/04 den Calder Cup. Zu seinem einzigen Einsatz in der National Hockey League kam der Tscheche ebenfalls während der Saison 2003/04. Im Sommer 2006 kehrte der ehemalige U20-Junioren-Weltmeister in seine Heimat zurück, wo er einen Vertrag beim HC Pardubice erhielt, für den er in den folgenden vier Jahren spielte. Mit Pardubice wurde er 2007 zunächst Vizemeister, ehe er mit seiner Mannschaft in der Saison 2009/10 die tschechische Meisterschaft gewann. An diesem Erfolg hatte er mit einer Plus/Minus-Bilanz von +21, die der beste Wert aller Extraliga-Spieler in der Hauptrunde war, großen Anteil.  
Für die Saison 2010/11 wurde Pivko vom neu gegründeten slowakischen Club HC Lev Poprad aus der Kontinentalen Hockey-Liga verpflichtet. Da dieser den Spielbetrieb nicht aufnahm, kehrte Pivko nach Pardubice zurück. Im Dezember 2010 verließ er Pardubice wieder, als er als Ersatz für Peter Mikuš von  Neftechimik Nischnekamsk verpflichtet wurde. Am Ende der Saison wechselte er innerhalb der KHL zum HK Dinamo Minsk und absolvierte in den folgenden zwei Spieljahren über 90 KHL-Partien für den Klub. Anschließend wurde er im Mai 2013 vom HC Kometa Brno verpflichtet.

### International
Für Tschechien nahm Pivko an der U20-Junioren-Weltmeisterschaft 2000 teil, bei der er mit seiner Mannschaft Weltmeister wurde. 

## Erfolge und Auszeichnungen
| - 2004 Calder-Cup-Gewinn mit den Milwaukee Admirals - 2006 Teilnahme am AHL All-Star Classic - 2007 Tschechischer Vizemeister mit dem HC Pardubice | - 2010 Tschechischer Meister mit dem HC Pardubice - 2010 Beste Plus/Minus-Bilanz der Extraliga-Hauptrunde |

### International
- 2000 Goldmedaille bei der U20-Junioren-Weltmeisterschaft

## Statistik
(Stand: Ende der Saison 2010/11)